# Catena Bucie-Grand Queyron-Orsiera
La Catena Bucie-Grand Queyron-Orsiera è un massiccio montuoso delle Alpi Cozie (Alpi del Monginevro). Si trova in Italia (provincia di Torino) ed in misura minore in Francia (dipartimento delle Alte Alpi). 
Prende il nome da alcune delle tre montagne più significative: il Bric Bucie, il Gran Queyron ed il Monte Orsiera, anche se la cima più alta della catena è la Punta Rognosa di Sestriere, non inclusa nel nome.

## Collocazione

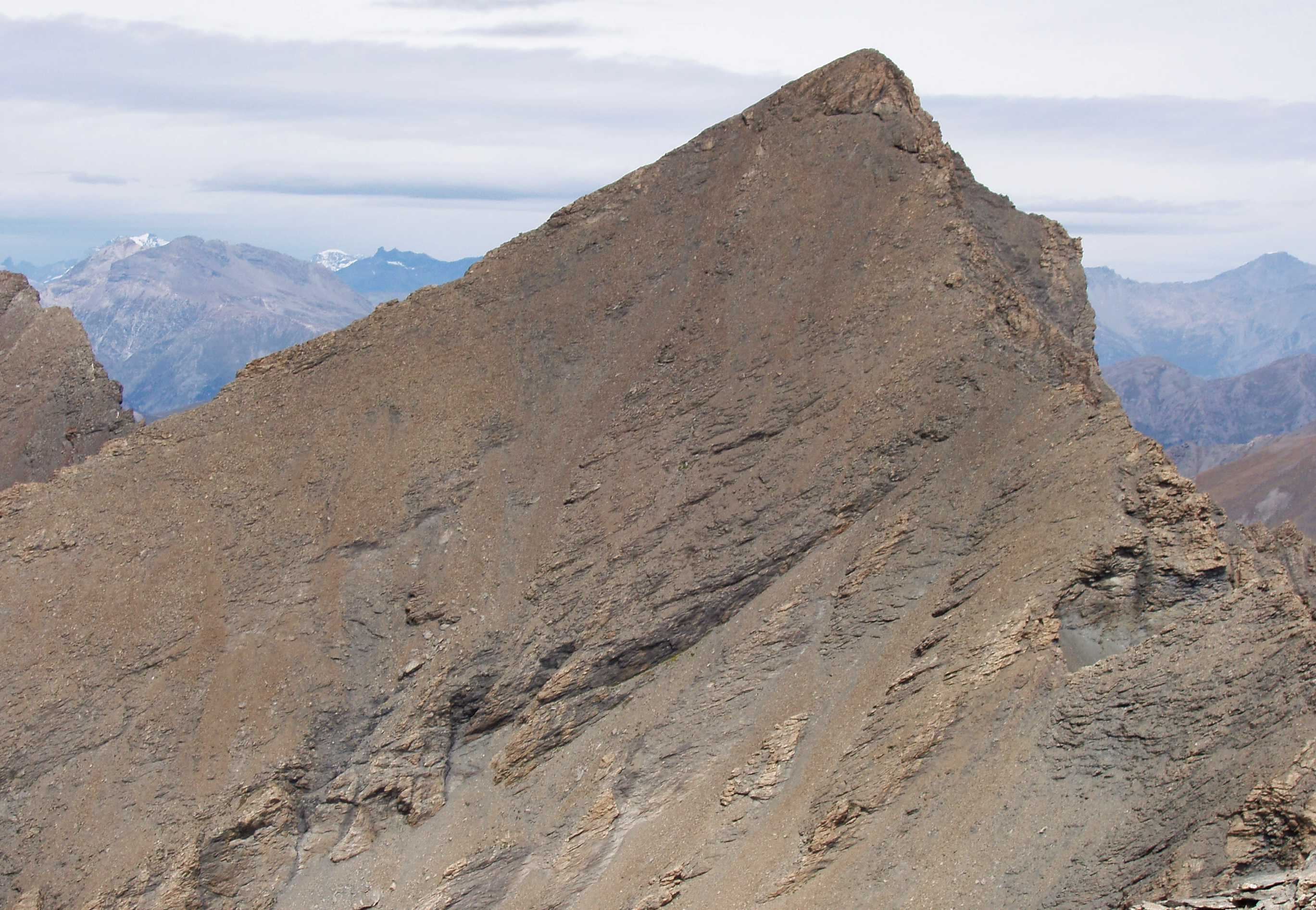
Monte Platasse

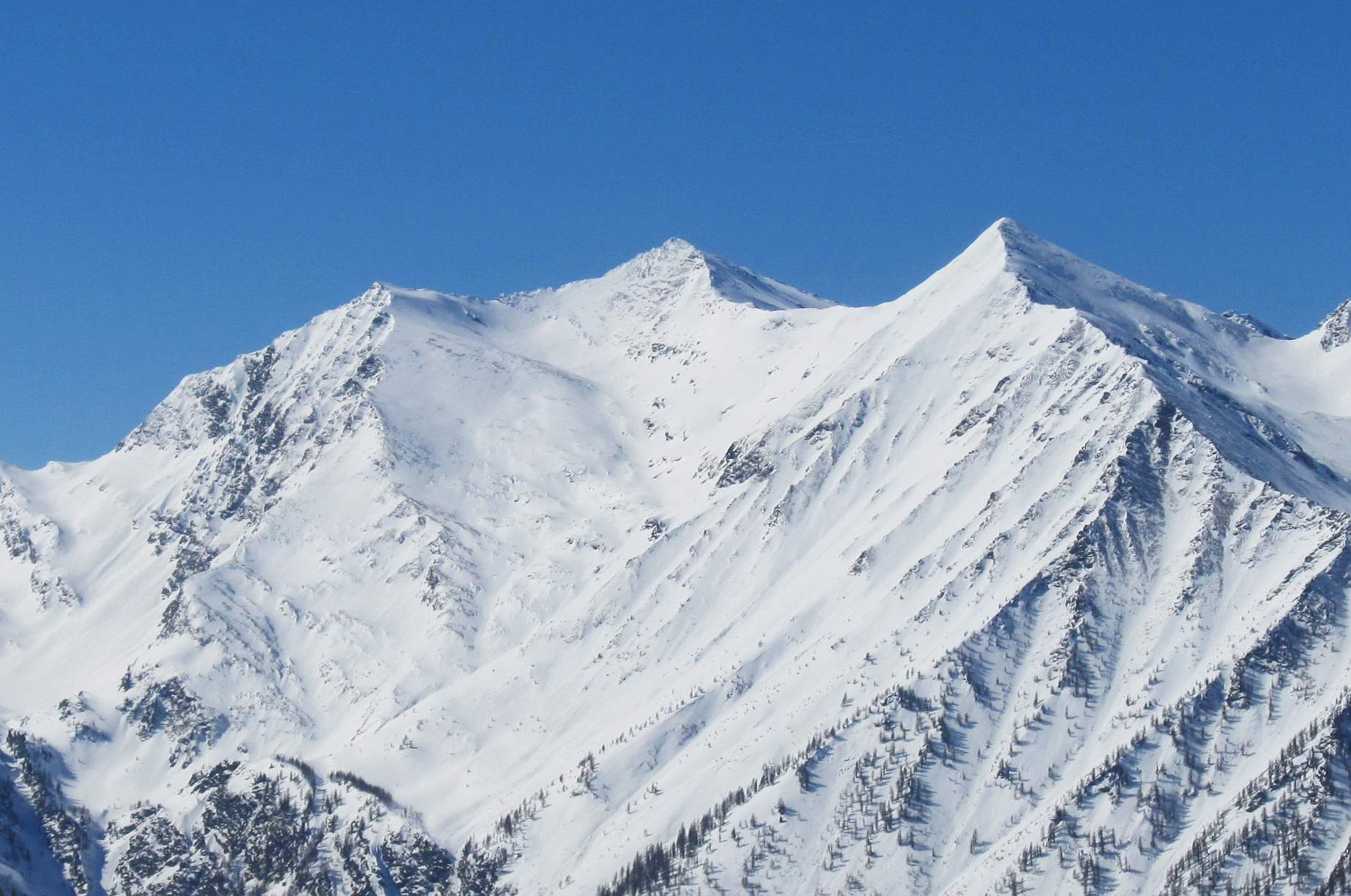
Gran Queyron

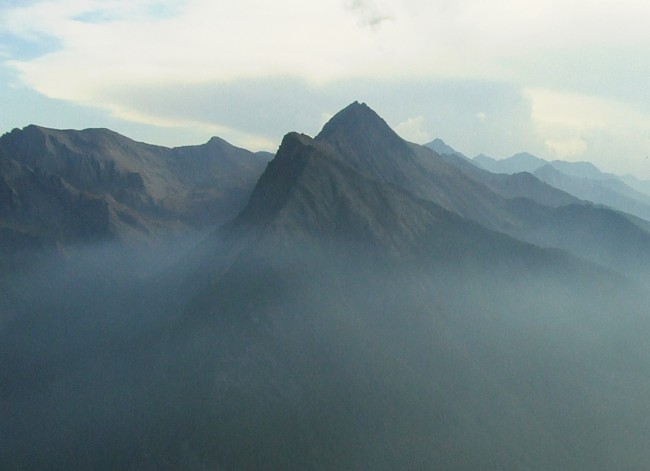
Monte Albergian

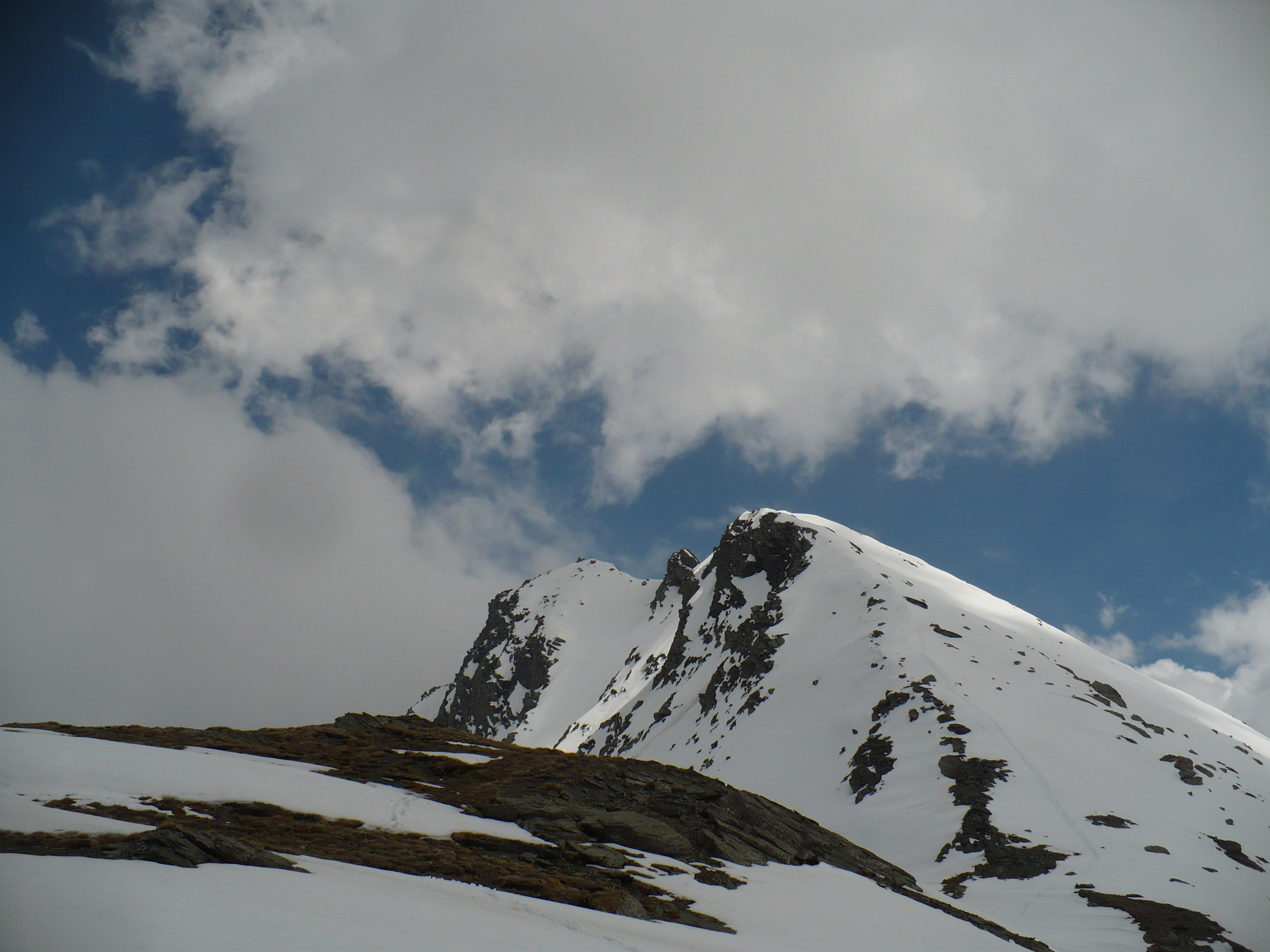
Bric Ghinivert

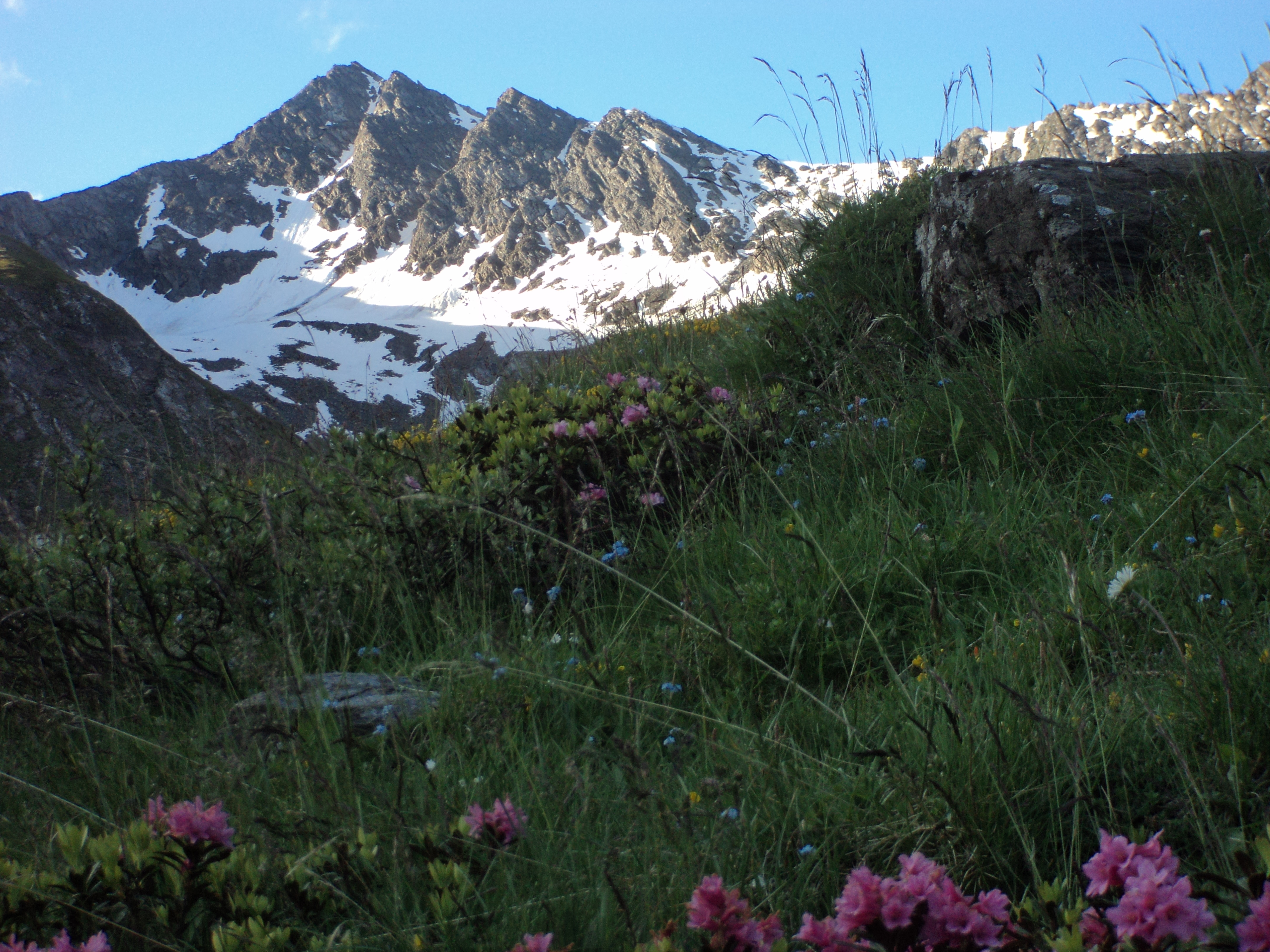
Monte Barifreddo

Secondo le definizioni della SOIUSA la Catena Bucie-Grand Queyron-Orsiera ha i seguenti limiti geografici: Colle della Croce, Valle del Guil, Col Mayt, Valle Argentera, Val di Susa, Pianura padana, Val Pellice, Colle della Croce.
Essa raccoglie la parte orientale delle Alpi del Monginevro.

## Classificazione
La SOIUSA definisce la Catena Bucie-Grand Queyron-Orsiera come un supergruppo alpino e vi attribuisce la seguente classificazione:
- Grande parte = Alpi Occidentali
- Grande settore = Alpi Sud-occidentali
- Sezione = Alpi Cozie
- Sottosezione = Alpi del Monginevro
- Supergruppo = Catena Bucie-Grand Queyron-Orsiera
- Codice =  I/A-4.II-A

## Suddivisione
La Catena Bucie-Grand Queyron-Orsiera viene suddivisa in tre gruppi e sei sottogruppi:
- Gruppo Bucie-Cornour (1)
  - Sottogruppo del Bric Bucie (1.a)
  - Costiera Cornour-Cialancia (1.b)
- Gruppo Queyron-Albergian-Sestrière (2)
  - Sottogruppo Grand Queyron-Vergia-Rognosa (2.a)
  - Sottogruppo Ghinivert-Albergian (2.b)
- Gruppo dell'Orsiera (3)
  - Costiera Fraiteve-Assietta-Ciantiplagna (3.a)
  - Costiera Orsiera-Rocciavrè (3.b).

Il Gruppo Bucie-Cornour si trova a sud della catena e raccoglie le montagne tra il Colle della Croce ed il Col Saint Martin tra la Val Pellice e la Valle Germanasca; il Gruppo Queyron-Albergian-Sestrière si trova al centro della catena tra le valli Germanasca, Chisone e la Argentera; il Gruppo dell'Orsiera si trova a nord tra la Val Chisone e la Val di Susa.

## Montagne
Le montagne principali appartenenti alla Catena Bucie-Grand Queyron-Orsiera sono:
- Punta Rognosa di Sestriere - 3.280 m
- Monte Platasse - 3.149 m
- Monte Giornalet - 3.063 m
- Gran Queyron - 3.060 m
- Monte Albergian - 3.043 m
- Bric Ghinivert - 3.037 m
- Monte Barifreddo - 3.028 m
- Monte Politri - 3.026 m
- Cima Frappier - 3.003 m
- Bric Bucie - 2.998 m
- Punta Vergia - 2.990 m
- Bric di Mezzogiorno - 2.986 m
- Fea Nera - 2.946 m
- Monte Orsiera - 2.890 m
- Monte Peolioso - 2.886 m
- Monte Pignerol - 2.876 m
- Punta Cornour - 2.867 m
- Punta Cialancia - 2.855 m
- Cima Ciantiplagna - 2.849 m
- Pra Crò - 2.844 m
- Monte Banchetta - 2.823 m
- Becco dell'Aquila - 2.809 m
- Punta Cristalliera - 2.801 m
- Monte Rocciavrè - 2.778 m
- Monte Pelvo - 2.773 m
- Monte Morefreddo - 2.769 m
- Monte Français Pelouxe - 2.736 m
- Monte Fraiteve - 2.702 m
- Monte Robinet - 2.679 m
- Monte Sises - 2.658 m
- Testa dell'Assietta - 2.566 m
- Monte Genevris - 2.536 m
- Rocca Bianca - 2.383 m
- Grand Truc - 2.366 m
- Punta Muret - 2.211 m
- Monte Vandalino - 2.121 m
- Punta dell'Aquila - 2.119 m
- Monte Cugno dell'Alpet - 2.072 m
- Monte Cristetto - 1.611 m
- Monte Freidour - 1.445 m
- Monte Ciabergia - 1.179 m
- Monte Pirchiriano - 962 m